# Isodactylactis
Isodactylactis is een geslacht van neteldieren uit de klasse van de Anthozoa (bloemdieren).

## Soorten
- Isodactylactis affinis Calabresi, 1927
- Isodactylactis borealis Widersten, 1998
- Isodactylactis discors (Senna, 1907)
- Isodactylactis elegans (Beneden, 1897)
- Isodactylactis kempi Leloup, 1964
- Isodactylactis obscura Calabresi, 1927
- Isodactylactis praecox (Senna, 1907)
- Isodactylactis tardiva (Senna, 1907)